# Frías (Santiago del Estero)
Frías ist die Hauptstadt des Departamento Choya in der Provinz Santiago del Estero im nordwestlichen Argentinien. Sie liegt im Südwesten der Provinz nahe der Grenze zur Provinz Catamarca am Río Albigasta. Die Entfernung zur Provinzhauptstadt Santiago del Estero beträgt 148 Kilometer über die Ruta Provincial 64. In der Klassifikation der Gemeinden der Provinz ist sie als Gemeinde der 1. Kategorie eingeteilt.

## Geschichte
Das Gründungsdatum der Stadt ist der 24. September 1874.

## Bevölkerung
Frías hat 26.649 Einwohner (2010, INDEC), das sind 75 Prozent der Bevölkerung des Departamento Choya.